# اصغر الهی
اصغر الهی (۱۳۲۳–۱۲ خرداد ۱۳۹۱) نویسندهٔ معاصر ایرانی بود. رمان «سالمرگی» این داستان‌نویس برنده جایزه گلشیری شد.

## زندگی‌نامه
اصغر الهی در سال ۱۳۲۳ در مشهد زاده شد. سال‌های جوانی او به دلیل فعالیت سیاسی پرتلاطم بود. با وجود این موفق شد مدرک دکترای تخصصی رشته روان‌پزشکی را از دانشگاه تهران دریافت کند. الهی بین سال‌های ۱۳۵۸ تا ۱۳۶۰ به عنوان سردبیر مجله بازتاب روان‌شناسی فعالیت داشت. سپس به تدریس در دانشگاه علوم پزشکی ایران و پزشکی پرداخت. وی دانشیار دانشگاه علوم پزشکی تهران و متخصص روان‌پزشکی بود.

## آثار
نخستین داستان‌های کوتاه اصغر الهی در دهه چهل منتشر شدند وی نویسندهٔ رمان‌های «سالمرگی»، «مادرم بی‌بی جان» و مجموعه داستان‌های «بازی» و «قصه‌های پاییزی» بود. در سال ۱۳۷۰ با انتشار مجموعه داستان کوتاه «دیگر سیاووشی نمانده‌است» به کشف و خلق شگردهای تازه روایتگری در داستان‌های روانشناختی پرداخت و مجموعه داستان‌های «دیگر سیاوشی نمانده»، «رؤیا تا رؤیا» و نمایشنامه «قالیباف» از دیگر آثار ادبی اوست.
اصغر الهی همچنین چند کتاب در زمینه شناخت مسائل روان‌پزشکی ترجمه و تألیف کرده‌است.
- سالمرگی (رمان)
- مادرم بی‌بی جان (رمان)
- بازی (مجموعه داستان)
- قصه‌های پاییزی (مجموعه داستان)
- دیگر سیاوشی نمانده (مجموعه داستان) وارتان وحدتی(حسین) سال72 از داستان کوتاه اخرین پادشاه که در این مجموعه منتشر شده بود نخستین نمایشنامه خود را اقتباس کرد
- رؤیا رؤیا (مجموعه داستان)
- قصه شیرین ملا (ادبیات نوجوان)
- قالیباف (نمایشنامه)
- حکایت عشق و عاشقی ما (مجموعه داستان) نشر چشمه - پاییز ۱۳۸۹

## رمان سالمرگی
الهی با رمان سالمرگی در سال ۱۳۸۶ موفق به دریافت جایزه بهترین رمان از جایزه هوشنگ گلشیری شده بود پس از روی کار آمدن دولت محمود احمدی‌نژاد، رمان سالمرگی در زمره کلیک آثاری قرار گرفت که مجوزشان برای تجدید چاپ لغو شد و چاپ مجددشان منوط به بررسی دوباره اثر شد.
ماریا ابراهیم در مقاله‌ای با عنوان تبارشناسی فرزندکشی از دیدگاه فرزندکشی به تحلیل این رمان پرداخته است.

## نقد آثار اصغر الهی
فرشته احمدی در نقد رمان سالمرگی اصغر الهی می‌نویسد: «همه آدم‌های داستان با وجود تفاوت بسیارشان با یکدیگر، در ارتباط داشتنشان با ماندن و رفتن به هم شبیه می‌شوند… سرگشتگی سالمرگی‌ها هنوز با اسطوره‌ها پیوند دارد و با گناهانشان. امیدشان به بخشوده شدن آن‌ها را زنده نگه می‌دارد.»

## درگذشت
او روز ۱۲ خردادماه ۱۳۹۱، بر اثر عارضه قلبی در بیمارستان قلب تهران درگذشت.